# Astoria (Tonstudio)

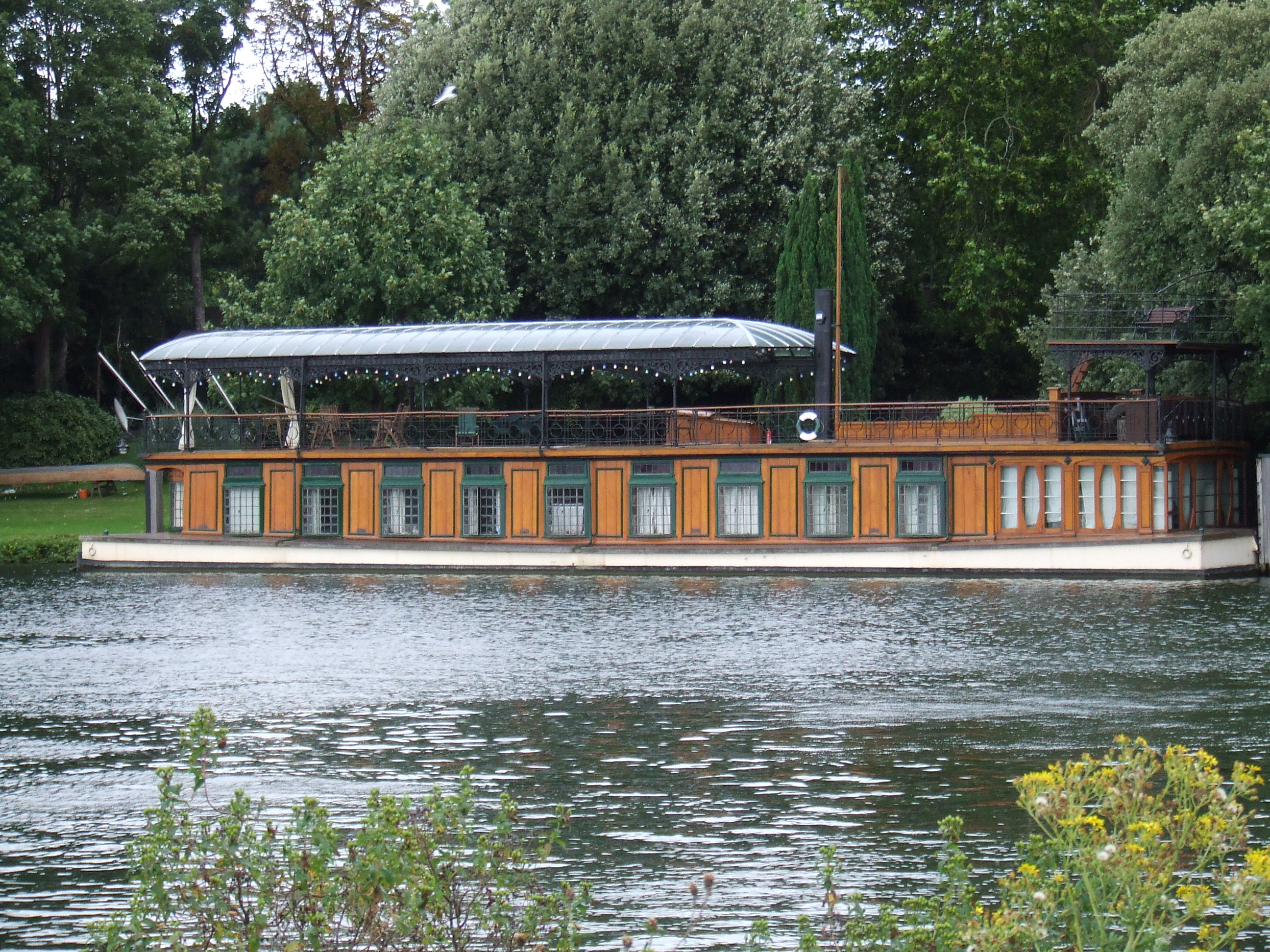
Das Astoria-Tonstudio (2008)

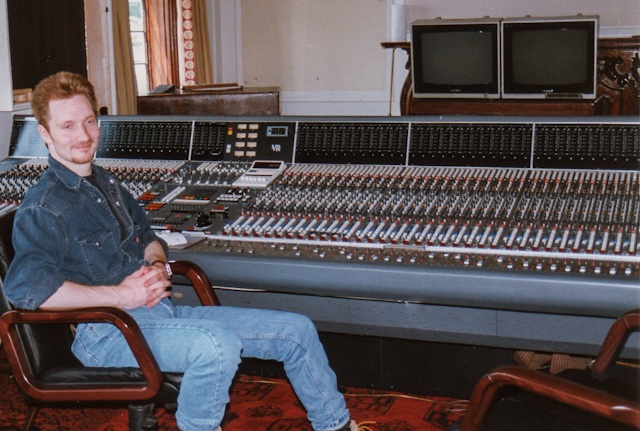
Das Mischpult des Astoria-Tonstudios

Astoria ist das zum Tonstudio umgebaute Hausboot von David Gilmour, dem Sänger und Gitarristen der britischen Rockgruppe Pink Floyd. Das 1911 von Fred Karno gebaute Boot liegt auf der Themse (England) flussaufwärts der Themseinsel Tagg’s Island.

## Historischer Hintergrund
Das Boot selbst wurde 1911 für den Theaterbesitzer und Charlie-Chaplin-Boss Fred Karno in Brentford gebaut, der das beste Hausboot auf dem Fluss besitzen wollte. Die Kosten beliefen sich auf 20.000 Pfund, was heute etwa 900.000 Pfund (ca. 1,3 Millionen Euro) entsprechen würde. Es wurde so entworfen, dass ein 90-köpfiges Orchester auf dem Deck Platz fand. Nach dem Konkurs Karnos in den 1920er-Jahren wurde das Boot an den Sänger Vesta Victoria verkauft, der es bis 1930 in Besitz hatte. Im selben Jahr wurde die Außenseite des Bootes durch Stahl verstärkt und es lag bis 1951 vertäut vor Tagg’s Island auf der Themse. David Gilmour erwarb das Hausboot im Jahre 1986, da er nach eigener Aussage die Hälfte seines Lebens in Studios ohne Fenster und Licht verbracht hatte, und nach einem eigenen Studio suchte, das seinen Vorstellungen entsprach. Besonders angetan war er von den vielen Fenstern und der malerischen Umgebung, die das Boot umgibt.

## Musikalische Bedeutung
Die Pink-Floyd-Alben A Momentary Lapse of Reason, The Division Bell und The Endless River sowie das 2006 erschienene Soloalbum Gilmours On an Island wurden zum Großteil im Studio der Astoria aufgenommen.
Weiterhin arbeiteten andere Künstler wie Porcupine Tree, Procol Harum, Kula Shaker und Nick Cave in dem Studio.